# 岡比亞選舉
甘比亞的國家層級選舉分為總統選舉和國民議會選舉。總統由人民選舉產生，任期五年。國民議會有53名議員，其中48名為民選議員，任期五年，另外5名議員由甘比亞總統任命。
甘比亞曾是一個一黨獨大的國家，愛國調整與建設聯盟曾執政，直到2017年失去執政權。
允許反對黨的存在使甘比亞的政治體系成為多黨制。
2016年12月1日總統選舉結束後，選舉委員會宣布阿達馬·巴羅獲勝。現任總統葉海亞·賈梅於12月2日接受敗選的結果。

## 選舉方式
由於岡比亞的識字率低，該國在選舉中採用了獨特的投票方式。在總統選舉中，選民將彈珠扔進印有候選人肖像、並塗成所屬政黨顏色的桶子裡。選民在表明身份後，將左手食指浸入不褪色的墨水中，以避免重複投票。然後他們會收到一顆彈珠，並在投票站將彈珠扔進所選的桶子中。投票結束後，彈珠很快就會被清點。